# Saifi Kudaș
Saifi Kudaș (în rusă Сайфи Кудаш, n. 21 septembrie 1894 - d. 26 iunie 1993) a fost un poet bașkir sovietic.
A scris versuri referitoare în special la lumea rurală și la transformările aduse aici de socialism.
În 1964, a primit distincția Poet al Poporului din partea Republicii Sovietice Socialiste Autonome Bașchiră.

## Opera
A debutat în 1913 sub influența lui Geabdulla Tukai și Mejit Geafuri.
A scris în limbile bașkiră, tătară, rusă.
La început, poeziile sale sunt satirice și îndreptate împotriva clerului musulman.
Ulterior abordează tema luptei pentru eliberare națională și a transformărilor aduse de socialism și de colectivizare, ca mai târziu să exploreze tema luptei împotriva fascismului.
A mai scris și cărți pentru copii.

### Scrieri
- 1926: Cântecele plugului ("Haban jîrzarî")
- 1936: Kușcain
- 1942: Dragoste și ură ("Liubov i nenavist")
- 1954: Întâmpinați de primăvară ("Jazzt karsîlaghanda")
- 1957: Clipe de neuitat ("Häterzä kalghan minuttar")
- 1958: Prefață ("Napustvie")
- 1960: Căderea frunzelor ("Japraktar kojîlghanda")
- 1964: În grădina mea ("Mineng baksamda").

## Decorații obținute
- 1949: Ordinul "Insigna de Onoare"
- 1954: Ordinul Lenin
- 1964: Titlul de Poet Popular al Republciii Bașkortostan
- 1969, 1971: Steagul Roșu al Muncii
- 1974: Ordinul Prietenia dintre popoare
- 1984: Lucrător emerit al culturii din Rusia
- 1985: Premiul de Stat Salavat Iulaev.

## Vezi și
- Listă de bașchiri